# George Arthur Philbrick
George Arthur Philbrick (Belmont (Massachusetts), 5 de janeiro de 1913 — Barnstable, 1 de dezembro de 1974) foi um engenheiro estadunidense.
Foi responsável, mediante sua companhia George A. Philbrick Researches, pela comercialização e ampla adoção de amplificadores operacionais, um componente atualmente onipresente de sistemas eletrônicos analógicos, e a invenção e comercialização de computadores analógicos eletrônicos baseados no princípio do amplificador operacional. A invenção, ou co-invenção, do amplificador operacional é creditada a diversas pessoas, incluindo Clarence A. Lovell e Loebe Julie.